# Khorasan Fossa
La Khorasan Fossa è una struttura geologica della superficie di Encelado.